# Athetis vollmeri
Athetis vollmeri là một loài bướm đêm trong họ Noctuidae.